# Francisco Lemos Arboleda
Francisco Lemos Arboleda (Popayán, 25 de octubre de 1903-Popayán, 30 de diciembre de 1987) fue un periodista, político, diplomático, líder cívico y dirigente gremial colombiano, miembro del Partido Liberal Colombiano. Fue gobernador del departamento del Cauca en dos oportunidades y Ministro de Comunicaciones durante la presidencia de Alberto Lleras Camargo.

## Biografía
Francisco "Pacho" Lemos era hijo del epigramista y político payanés Daniel Gil Lemos y de Isabel Arboleda.

### Carrera política
Don Pacho Lemos, como era conocido en su natal Popayán, inició su vida pública como funcionario de la Caja de Crédito Agrario - entonces llamada Banco Agrícola Hipotecario - primero en la Casa Principal en Bogotá y luego como Gerente en Neiva. Tuvo luego la importante misión de representar al Gobierno Nacional como Auditor para la liquidación de los contratos con la empresa norteamericana United Fruit Company, la que por muchos años tuvo explotaciones bananeras en la Costa Atlántica. Esta materia ha sido motivo de estudios críticos por parte de historiadores y analistas de la presencia de empresas extranjeras en Colombia.
Lemos Arboleda fue gobernador del Cauca en las dos oportunidades en las que fue Presidente de la República el Doctor Lleras Camargo. Luego de la segunda gobernación fue llamado a integrar el gabinete ministerial en la cartera de Comunicaciones, desde donde impulsó la modernización del sector y fundó con la decisiva participación del Ministerio a su cargo la Facultad de Ingeniería Electrónica y Telecomunicaciones de la Universidad del Cauca, una de las escuelas que mayores aportes le ha dado al alma mater Caucana y cuyos egresados participan en la construcción y operación de la moderna infraestructura de las comunicaciones en Colombia. Fue luego Embajador de Colombia en El Salvador, cargo que desempeñó por 6 años. Fue también concejal de Popayán y miembro de los directorios municipal y departamental del Partido Liberal.

### Vida periodística
Su vinculación a la famosa publicación "Sábado", dirigida por Alberto Lleras Camargo cuando Lemos vivía en Bogotá, le significó no solamente un ejercicio periodístico que lo marcaría de por vida, sino una estrecha vinculación con el expresidente liberal, quien siempre lo llamaría a ocupar altas posiciones en la administración del Estado.
Lemos fue periodista de gran influencia. Cuando regresó a Popayán luego de su misión en el exterior, ocupó la Gerencia de El Liberal y luego la Dirección del mismo. No solamente era comentarista de acontecimientos nacionales y locales, sino también caricaturista, desde la época misma de "Sábado".

### Dirigente gremial
Pacho Lemos incursionó con éxito en el ramo del comercio y estableció importantes empresas que le dieron dinamismo a la economía local. Preocupado por la agremiación, fomentó la unificación de sus colegas dentro de propósitos asociativos y fue dirigente a nivel local y nacional.

## Legado
- En homenaje a su gestión como Ministro de las Comunicaciones para la creación de la Facultad de Ingeniería Electrónica y Telecomunicaciones de la Universidad del Cauca, el Auditorio principal de esta unidad académica lleva su nombre.[8]
- Durante la década de 1990 se creó en el Cauca el Premio Departamental de Periodismo "Francisco Lemos Arboleda", con el propósito de estimular la investigación y el servicio social de los periodistas caucanos.[9][10]